# 심근수축력
심근수축력(myocardial contractility, 심근수축성, 심장근육 수축력, 심장근육 수축성)은 심장 근육의 선천적인 수축 능력을 나타낸다. 이는 특정 심장의 수축력에 대해 도달할 수 있는 최대 값이다. 수축 중에 힘의 변화를 일으키는 능력은 서로 다른 유형의 조직, 즉 미오신(두꺼운) 조직과 액틴(가는) 조직 사이의 결합 정도가 점진적으로 증가함에 따라 발생한다. 결합 정도는 세포 내 칼슘 이온의 농도에 따라 달라진다. 생체 내(in vivo) 온전한 심장 내에서 교감 신경계의 작용/반응은 카테콜아민의 정확한 시기적 방출에 의해 이루어지며, 이는 심장 근육 세포의 세포액(cytosol) 내 칼슘 이온 농도를 결정하는 과정이다. 수축력을 증가시키는 요인은 수축 시 세포내 칼슘 이온(Ca++)의 증가를 유발하여 작용한다.

## 같이 보기
- 확장기
- 수축기말 용적
- 일회박출량